# إندومي

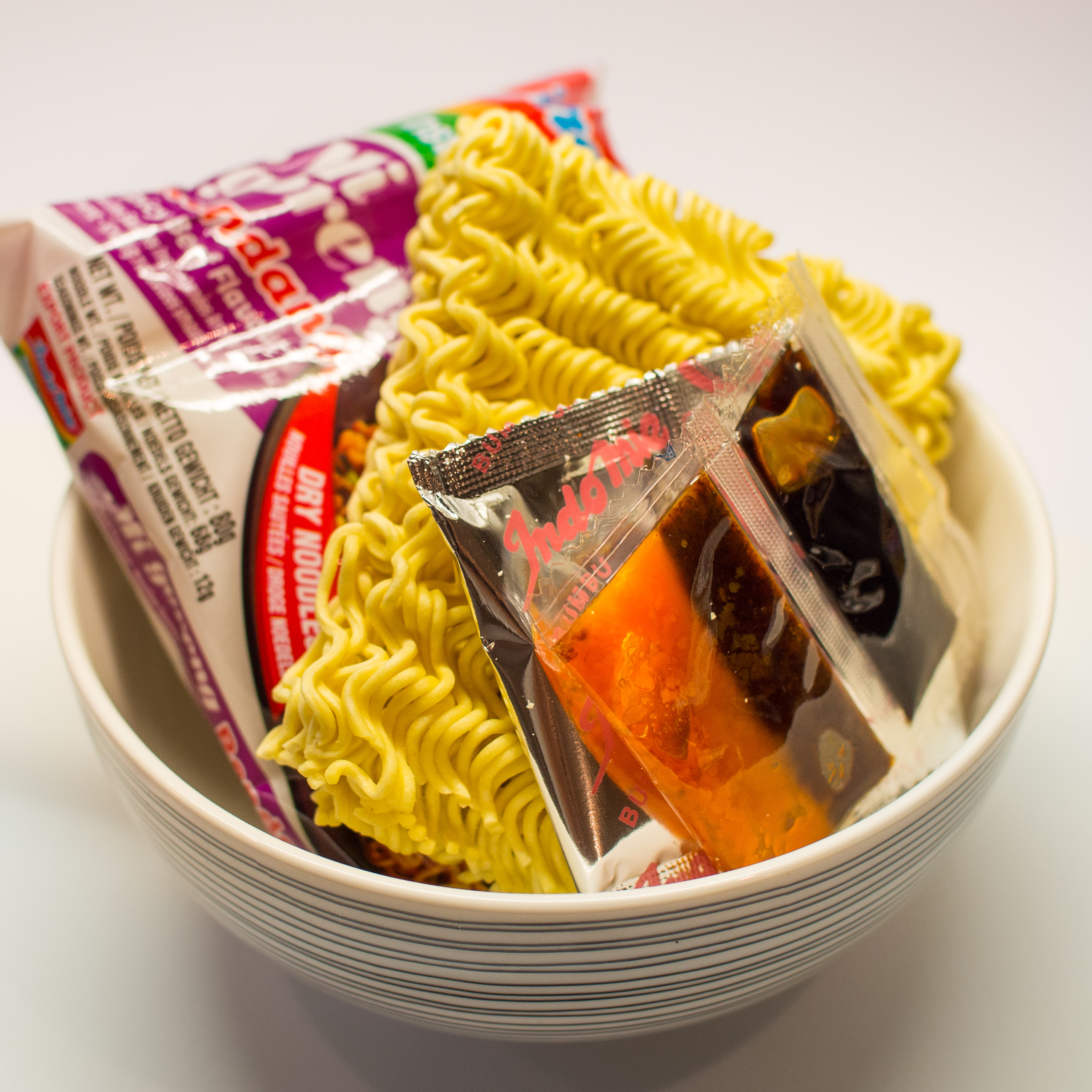
محتويات عبوة الإندومي

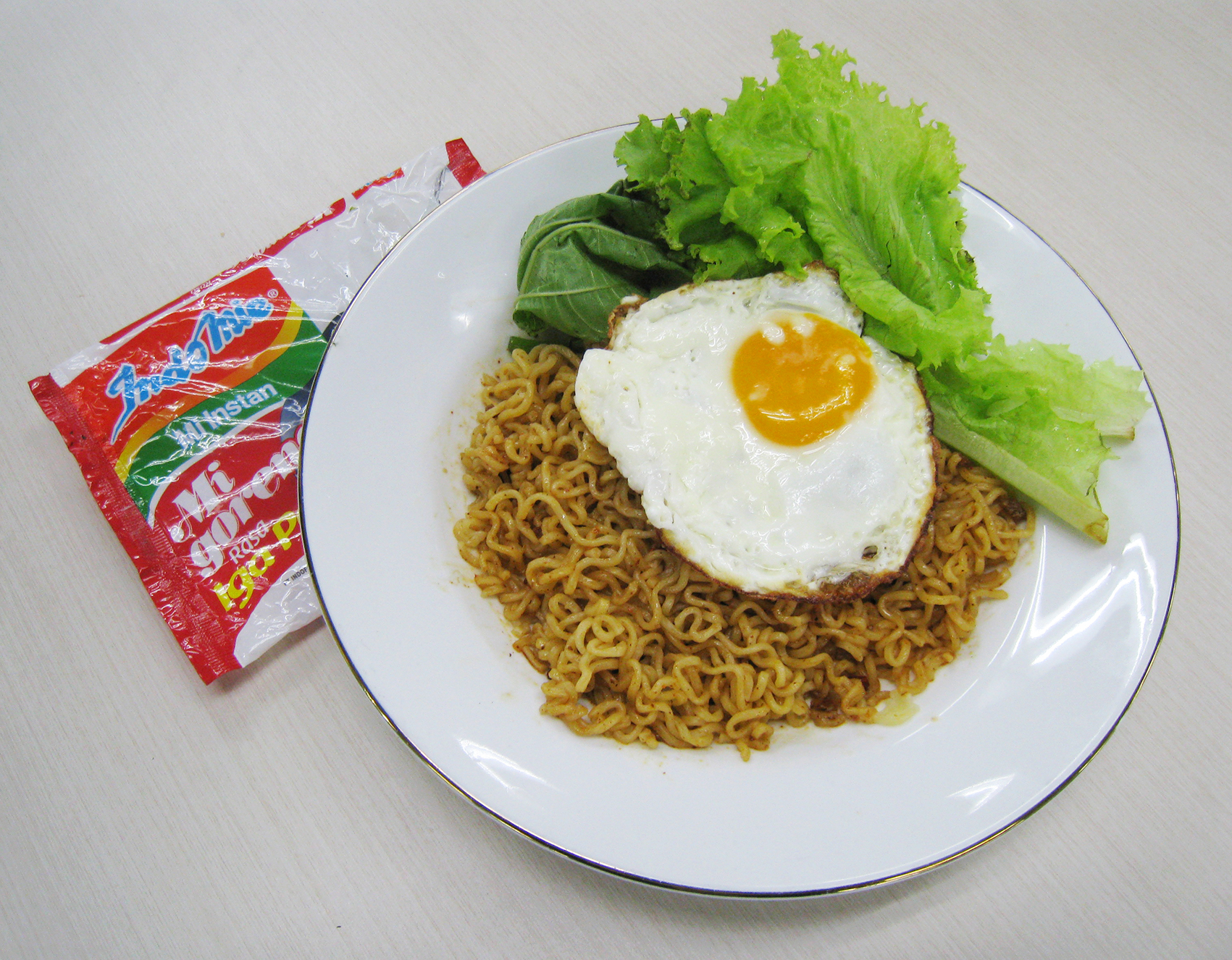
طبق إندومي مطبوخ مقدم مع البيض المقلي والخس

الإندومي (بالإندونيسية: Indomie)‏ هو نوع من الشعيرية سريعة التحضير المقدمة من شركة إندوفود الإندونيسية. الأكلة شعبية في كل من أستراليا، وآسيا، وأفريقيا، ونيوزيلندا، والولايات المتحدة، وكندا، وأوروبا وبلدان الشرق الأوسط. تعتبر نيجيريا من أكبر البلدان المصنعة للإندومي منذ تأسيس مصنعها في عام 1995، المصنع الأكبر للنودلز في أفريقيا.

## الخلفية

### التسمية
المقطع «اندو» مختصر لكلمة إندونيسيا، بينما المقطع الثاني «مي» يعني باللغة الإندونيسية الشعرية. لذلك تعني الكلمة الكاملة تعني «شعرية اندونيسيا أو المعكرونة الإندونيسية».

### التاريخ
عندما تم عرض أول شعيرية سريعة التحضير في إندونيسيا في عام 1969، شكك الكثيرون أن تكون الشعيرية سريعة التحضير يمكن أن تكون إحدى الوجبات الرئيسية أو الأساسية في إندونيسيا، ولكنها وبشكل سريع احتلت مكانة كبيرة بين الناس وذلك لسهولة وسرعة تحضرها وفي نفس الوقت شكك البعض في مكوناتها. المنتج الذي تم تقديمه للمرة الأولى من إندومي هو (نكهة مرقة الدجاج) حيث كانت في ذلك الوقت تناسب الذوق والطعم من المجتمع الإندونيسي.
بعد ذلك في عام 1982 زادت مبيعات منتجات إندومي بشكل ملحوظ جداً، وتم إطلاق نكهات مختلفة من إندومي من ضمنها الشعيرية المقلية. سريعا ما انتشرت وجبات الإندومي في السوق الإندونيسي، التي استحوذت على حوالي 70% من أسهم السوق المعكرونة الفورية في اندونيسيا.
 وبعدها انطلقت إندومي وحظيت بشعبية في الدول ومن أهمها: تركيا، نيجيريا، كينيا وأيضاً جميع الدول العربية وأهمها: السعودية، سوريا، العراق، مصر، المغرب العربي، السودان، اليمن وباقي الدول العربية.
نالت شركات الإندومي العديد من الجوائز، من بينها جائزة إندونيسيا لأفضل علامة تجارية (IBBA)، الإعلان الأكثر فاعلية، جائزة رضا المستهلك في إندونيسيا (ICSA) وجائزة أفضل تغليف في إندونيسيا.

#### الشرق الأوسط
أنشأت شركة باينهل العربية للأغذية المحدودة، مصنعها الأول في عام 1994 كأول مصنع صغير في جدة لإنتاج الـ “إندومي”. لقد كانت البداية في عام 1986. تم افتتاح مصنعاً ثانياً بمدينة الدمام عام 2007م، لتغطية احتياجات دول مجلس التعاون الخليجي، بجانب التوسع الإقليمي، حيث تم بناء مرافق تصنيع جديدة في سوريا ومصر 2006/2008 على التوالي، وافتتاح أثنين من المصانع الجديدة في اليمن والسودان وهما على استعداد لبدء الإنتاج التجاري الأول.

## الوصف
الإندومي شكل من أشكال الشعرية المتبلة مثل الحنك الإندونيسي. أكثر النكهات انتشارا هي اندومي اللحم البقري، تتبعها نكهة الدجاج بالبصل، ثم نكهة الدجاج بالكاري، ثم نكهة الدجاج فالدجاج الخاص. يذكر الموقع الرسمي للشركة باقي النكهات كالخضار والروبيان.
يصنع الإندومي من دقيق مطاحن بوغازاري يضاف إليه فيتامين أ، فيتامين ب1، فيتامين ب6، فيتامين بي 12، نياسين، حمض الفوليك والحديد. الإندومي من الأطعمة الحلال وفقا لتصنيف مجلس العلماء الاندونيسي ومعترف به كطعام صحي وفقا لنظام تحليل المخاطر و نقاط التحكم الحرجة.

## الأنواع

### الأكواب
لا يأتي الإندومي في أكياس فقط بل يوجد أكواب جاهزة التحضير يضاف لها الماء الساخن فقط. حصلت هذه الأكواب على شعبية كبيره في مصر، السعودية وجزر العذراء.
تسمى هذا الأكواب في إندونيسيا ببوب مي، تم تقديمها للمرة الأولى في عام 1991، وهي متوفره الآن بثمان نكهات عادية وثلاث نكهات صغيرة.

## الجدول الزمني
- في عام 1972، تم تقديم الإندومي للمرة الأولى في السوق الإندونيسية.
- في عام 1988، تم تصدير الإندومي إلى نيجيريا، ليتم افتتاح أول مصنع لها في نيجيريا تحت اسم دوفل بريما فودز أول مصنع لإنتاج الشعرية سريعة التحضير، والمصنع الأكبر في أفريقيا.[3][8][9]
- في عام 2005، دخل الإندومي موسوعة جينيس للأرقام القياسية العالمية بعد صناعته أكبر عبوة من الشعرية سريعة التحضير، حيث وصلت حجم العبوة إلى 3.4m x 2.355m x 0.47m، بوزن صافي 664,938 كيلوجرام أي تقريبا 8000 مرة وزن العبوة العادية.[10]
- في 13 ديسمبر 2009، صنف الناقد السينمائي الأمريكي الشهير روجر إيبرت الإندومي في المركز الأول في قائمة أفضل إثنى عشر هدية حصل عليها في عيد الميلاد.[11]
- في 3 يناير 2010، أعلنت الشركة عن تصميم عبوة جديدة.
- في 7 أكتوبر 2010، في تايبيه، أعلن مكتب الصحة العامة في مقاطعة تايبيه أنه تم العثور على مواد حافظة ضارة في منتجات المعكرونة الفورية وأمرت جميع البائعين بالتوقف عن بيعها وسحب المنتج من السوق.[12]
- في 11 أكتوبر 2010، أصدر مجلس إدارة الشركة بيانًا رسميًا بشأن حادث تايوان أعلنت فيه اعتذارها وأن هذا المنتج لم يكن مخصص للسوق التايواني،[13] أتى هذا البيان بثماره حيث سمحت السلطات التايوانية بإعادة دخول الإندومي للسوق التايواني مرة أخرى في 6 مايو 2011.[14][15]
- في 26 مارس 2013، تم تقديم نكهة الدجاج بالفلفل.
- في نوفمبر 2013، تم تقديم نكهات أطعمة من أسيا، توم يام، بولجوجي والعديد من النكهات الأخرى.
- في 1 يناير 2014، تم تقديم نكهة جديده تدعى إيجا بانيت.
- في سبتمبر 2014، تم تقديم نكهتين جديدتين، الأولى اللحم البقري الحار والثانية سوتو لامونجان. كما تم إطلاق إعلان تليفزيوني تحت اسم «ما الذي تعرفه».[16]
- في أكتوبر 2015، تم تقديم ثلاث نكهات جديدة خاصة للأطفال، تسمى ماي نودلز، هم بيتزا بالجبنة، سلمون ترياكي ونكهات الأعشاب البحرية.
- في 11 يناير 2016، أطلقت المغنية وكاتبة الأغاني الأسترالية كورتني برنيت، أغنية ثلاث عبوات في اليوم، أغنية عن مي غورينغ.[17]
- في مارس 2016، أطلقت إندومي اثنين من النكهات الجديدة.
- في 6 نوفمبر 2016، أصبحت شركة إندومي وللمرة الأولى راعية لمباريات الدوري الإنجليزي الممتاز. كانت مباراة ليستر سيتي أمام وست بروميتش ألبيون هي المبارة الأولى لها كراعية.
- في يناير 2017، أطلقت الشركة نكهة جديدة ثم نكهتين في شهر فبراير.

## وصلات خارجية
- Indomie - موقع إندومي